# Dom pod Białym Konikiem
Dom pod Białym Konikiem (cz. Dům U Bílého koníčka) – zabytkowa kamienica w Opawie, przy placu Dolní náměstí 115/4, na rogu ul. Mnišská.

## Historia
Kamienicę wzniesiono pod koniec XIII wieku, przebudowano ją w XV lub XVI wieku w obecnym stylu. 3 maja 1958 roku wpisano ją do rejestru zabytków. Budynek wyremontowano w latach 2004-2006, renowację wyróżniono I nagrodą w akcji "Fasada roku 2005" w kategorii "rekonstrukcja", organizowanym przez serwis Stravebnictvi3000.cz. Obecnie w kamienicy mieści się restauracja, pub i pensjonat.

## Architektura
Budowla renesansowa, asymetryczna. Na fasadzie, między dwoma gzymsami u podnóża kamienicy znajdują się nisze, w środkowej znajduje się klasycystyczna płaskorzeźba przedstawiająca skaczącego, białego konia, w obu bocznych znajdują się reliefy wazy i pięciu róż, odtworzone w 2004 na podstawie starszych fotografii. Elewacja południowa zwieńczona jest renesansowym gzymsem i attyką.